# 营口道
营口道是中國天津市和平区的一条街道，东北到台儿庄路，西南到新兴路，与西康路和气象台路相交，全长2959米，宽15米。目前，营口道地区是天津市历史风貌建筑的聚集地之一，大量的名人故居坐落于此。

## 历史
营口道原为天津英租界和天津法租界的分界线，当时分别称为宝士徒道（Bristow Road）和圣路易路（Rue Saint Louis）。1945年，天津市政府光复后，改称营口道。2002年，天津地铁既有线改建工程开始，营口道与南京路路口施工封闭直至2010年才恢复通车。

## 现况与发展
营口道目前西北起张自忠路与赤峰桥相接，东北到台儿庄路，西南到新兴路，与西康路和气象台路相交，全长2959米，宽15米，两侧人行道均宽5米，为沥青路面。沿途建有原天津海关旧址、紫竹林圣路易堂、崇德堂、田中玉旧居等建筑。

## 建筑
营口道曾经和现在比较著名的建筑有：

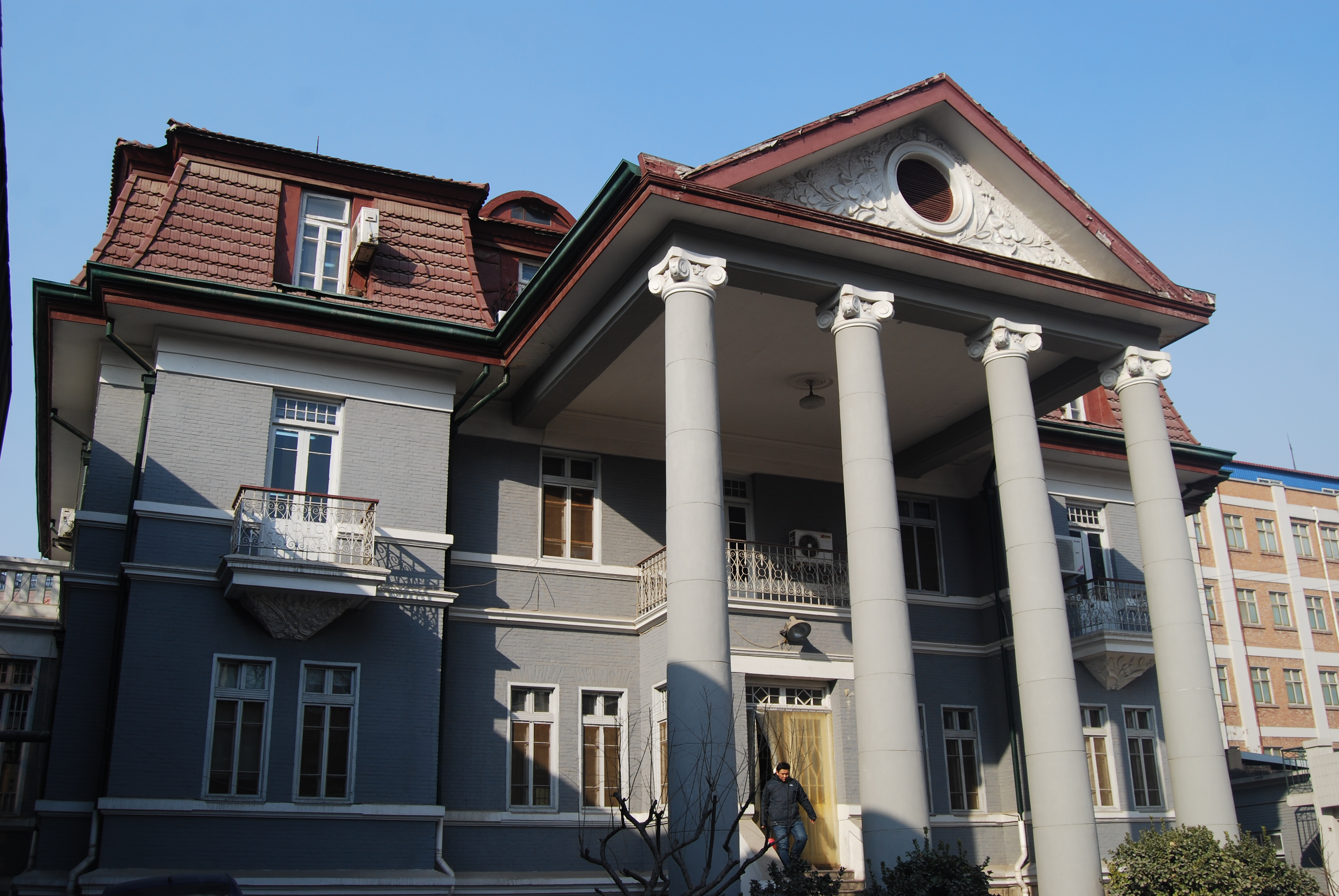
营口道上的田中玉旧居

- 天津市历史风貌建筑：原天津海关旧址，营口道2号至4号。
- 天津市历史风貌建筑：紫竹林圣路易堂，营口道16号。
- 天津市历史风貌建筑：崇德堂，营口道20号。
- 天津市历史风貌建筑：田中玉旧居，营口道42号。
- 天津市历史风貌建筑：丰业大楼，营口道10号至12号。

此外，沿营口道周边的著名建筑有：
- 天津市文物保护单位：天津横滨正金银行大楼，解放北路80号。
- 天津市文物保护单位：天津中法工商银行大楼，解放北路74号至78号。
- 天津市文物保护单位：大清邮政津局大楼，解放北路103号至111号。
- 天津市历史风貌建筑：美国海军俱乐部，解放北路113号。[3]

## 交汇道路
目前，与营口道相交汇的主要道路有：

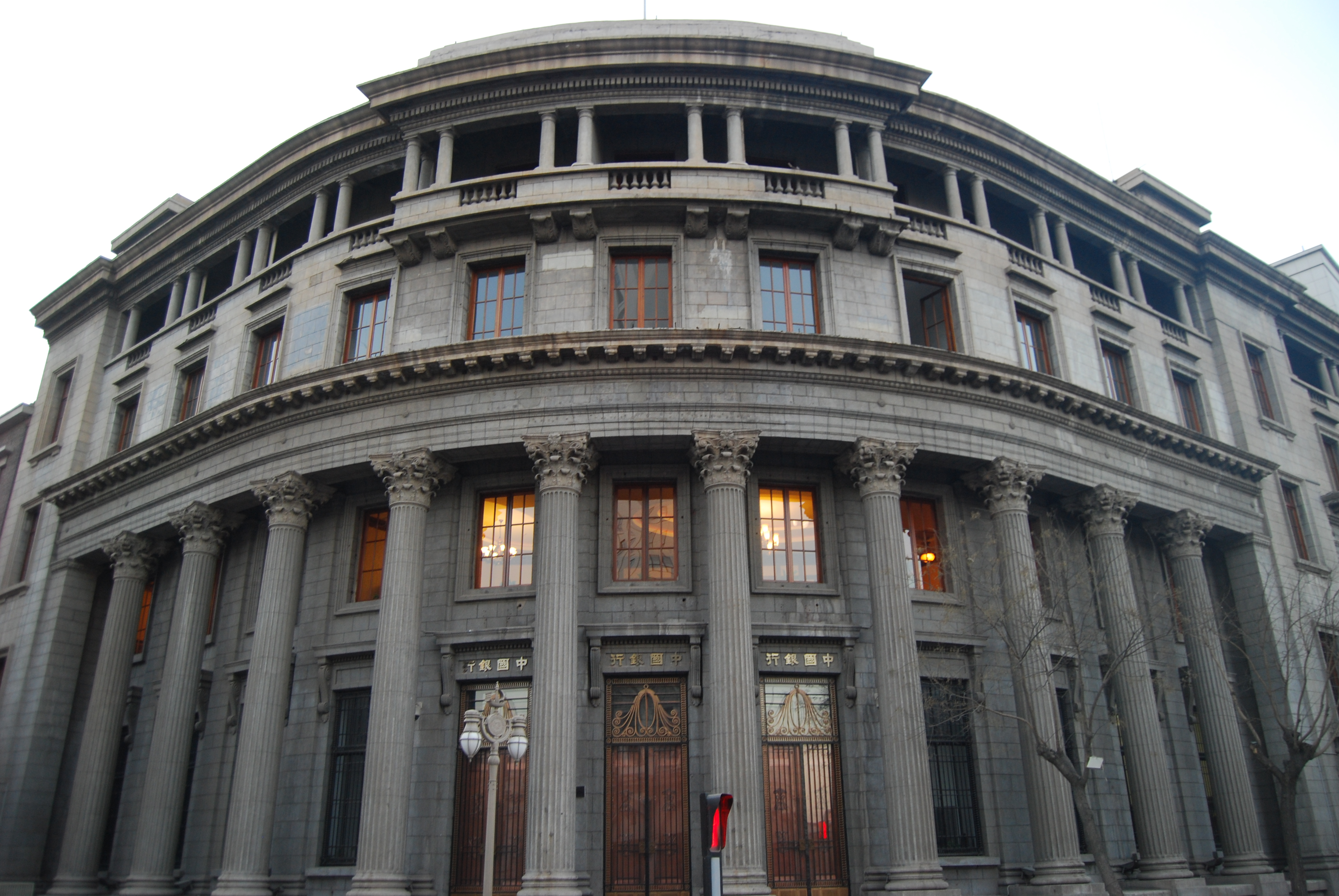
营口道与解放北路交口转角处的天津中法工商银行大楼

- 台儿庄路 原大法国河坝（Quai de France）、原河坝道（The Bund Road）
- 解放北路 原大法国路（Avenue de Grande France）、原维多利亚道（Victoria Road）
- 吉林路 原巴黎路（Rue de Paris）
- 大沽北路 原大沽路（Rue de Takou）、原海大道（Taku Road）
- 和平路 原杜总领事路（Rue du Chaylard）
- 建设路 原达文波道（Davenport Road）
- 辽宁路 原李泽河路（Rue de L'yser）
- 丹东路 原苏莫河路（Rue de la Somme）
- 新华路 原樊主教路（Rue Favier）、原红墙道（Recreatin Road）
- 山东路 原沙大夫路（Rue Chabaneix）
- 河北路 原德大夫路（Rue Depasse）、原盛茂道（Seymour Road）
- 河南路 原一坡城路（Rue D'ypres）
- 山西路 原萨工程师路（Rue Sabouraud）、利斯克目道（Licum Road）
- 赤峰道 原丰领事路（Rue Fontanier）
- 南京路 原甘领事路（Rue G.Kahn）、原围墙道（Elgin Road）和原小河道（Creek Road）
- 西宁道 原教堂前街
- 柳州路 原益世宾道（Eastbourne Road）
- 西安道 原敦桥道（Tonbridge Road）
- 贵州路 原大北道（Derby Road）
- 宝鸡东道
- 汉口西道 原体伯瑞道（Tinperary Road）
- 贵阳路
- 云南路 原登百敦道（Dumbarton Road）
- 昆明路 原奥克尼道（Orkney Road）
- 西康路 原海光寺道（Hai Kwan Sou）
- 新兴路
- 气象台路

## 延伸閱讀
- （英文）O.D.Rasmussen. . 天津: 天津印字馆（1925）.
- （中文）费成康. . 上海: 上海社会科学院出版社. 1992年. ISBN 7-80515649-2.